# Dipterocarpus verrucosus
Dipterocarpus verrucosus är en tvåhjärtbladig växtart som beskrevs av Foxworthy och V. Slooten. Dipterocarpus verrucosus ingår i släktet Dipterocarpus och familjen Dipterocarpaceae. Inga underarter finns listade i Catalogue of Life.